# Lauren Holiday
Lauren Nicole Holiday (Indianapolis, Indiana, Estats Units; 30 de setembre de 1987) és una exfutbolista estatunidenca. Jugava com a davantera i el seu últim equip va ser el F.C. Kansas City de la National Women's Soccer League dels Estats Units.

## Clubs
| Club             | País         | Any         |
| ---------------- | ------------ | ----------- |
| Pale Blues       | Estats Units | 2009        |
| Boston Breakers  | Estats Units | 2010 - 2011 |
| F.C. Kansas City | Estats Units | 2013 - 2015 |

## Palmarès

### Campionats nacionals
| Títol                          | Club             | País         | Any  |
| ------------------------------ | ---------------- | ------------ | ---- |
| National Women's Soccer League | F.C. Kansas City | Estats Units | 2014 |
| National Women's Soccer League | F.C. Kansas City | Estats Units | 2015 |

### Campionats internacionals
| Títol                  | Equip                      | Seu             | Any  |
| ---------------------- | -------------------------- | --------------- | ---- |
| Torneig Quatre Nacions | Selecció dels Estats Units | R.P. de la Xina | 2007 |
| Jocs Olímpics          | Selecció dels Estats Units | Pequín          | 2008 |
| Copa d'Algarve         | Selecció dels Estats Units | Portugal        | 2008 |
| Torneig Quatre Nacions | Selecció dels Estats Units | R.P. de la Xina | 2008 |
| Copa d'Algarve         | Selecció dels Estats Units | Portugal        | 2010 |
| Copa d'Algarve         | Selecció dels Estats Units | Portugal        | 2011 |
| Torneig Quatre Nacions | Selecció dels Estats Units | R.P. de la Xina | 2011 |
| Jocs Olímpics          | Selecció dels Estats Units | Londres         | 2012 |
| Copa d'Algarve         | Selecció dels Estats Units | Portugal        | 2013 |
| Copa Mundial de Futbol | Selecció dels Estats Units | Canadà          | 2015 |
| Copa d'Algarve         | Selecció dels Estats Units | Portugal        | 2015 |

### Distincions Individuals
| Distinció                                      | Any  |
| ---------------------------------------------- | ---- |
| Bota d'Or de la National Women's Soccer League | 2013 |
| Futbolista Femenina de l'any als Estats Units  | 2014 |

## Per a més informació
- Grainey, Timothy (2012), Beyond Bend It Like Beckham: The Global Phenomenon of Women's Soccer, University of Nebraska Press, ISBN 0803240368
- Lisi, Clemente A. (2010), The U.S. Women's Soccer Team: An American Success Story, Scarecrow Press, ISBN 0810874164
- Nash, Tim (2016), It's Not the Glory: The Remarkable First Thirty Years of U S Women's Soccer, Lulu Press Inc, ISBN 1483451526
- Stevens, Dakota (2011), A Look at the Women's Professional Soccer Including the Soccer Associations, Teams, Players, Awards, and More, BiblioBazaar, ISBN 1241047464